# بيت البادي (نجرة)

تعديل مصدري - تعديل

بيت البادي هي إحدى قرى عزلة الكابة بمديرية نجرة التابعة لمحافظة حجة، بلغ تعداد سكانها 328 نسمة حسب تعداد اليمن لعام 2004.